# Borgonovo Val Tidone
Borgonovo Val Tidone – miejscowość i gmina we Włoszech, w regionie Emilia-Romania, w prowincji Piacenza.
Według danych na rok 2004 gminę zamieszkiwało 6819 osób, 133,7 os./km².